# Hantan Raharvel
Hantan Raharvel (sinh ngày 28 tháng 8 năm 1996) là một vận động viên bơi lội Malagasy. Cô đã tham gia nội dung tự do 50 mét nữ tại Giải vô địch thể thao dưới nước thế giới 2017.